# AquaRating
AquaRating  es la primera agencia de calificación para el sector del agua del mundo. Fue fundada en 2016.
La agencia es sistema de calificación basado en un estándar internacional para la evaluación de empresas prestadoras de servicio de agua y saneamiento.

## Historia
Fue creado como un proyecto del Banco Interamericano de Desarrollo (BID), en colaboración con la Asociación Internacional del Agua.
El sistema de calificación ya ha sido probado en trece empresas suministradoras en nueve países de Europa y América Latina y el Caribe. El BID tiene tres de programas especiales: AQUAFUND, Eficiencia Energética y AquaRating. Desde su entrada en operación en 2016, AquaRating trabaja con 95 empresas operadoras de agua y  27 países en saneamiento. 
En 2020, fue certificada la empresa argentina Agua y Saneamientos Argentinos (AySA).